# Mustapha Zitouni
Mustapha Zitouni, né le 19 octobre 1928 à Alger et mort le 5 janvier 2014 à Nice, est un footballeur international français puis algérien, devenu entraîneur.
Grand nom de l’histoire du football français et surtout du football algérien, Zitouni a évolué sous les couleurs françaises entre 1957 et 1958, avant de rejoindre l'équipe du FLN. Après l’indépendance de l’Algérie, il reste en Algérie et devient entraîneur joueur du RC Kouba, tout en jouant encore avec la sélection de l’Algérie indépendante. Après sa retraite footballistique, il mène une vie discrète jusqu'à son décès à 85 ans.
Il compte 4 sélections en équipe de France entre 1957 et 1958, environ 80 sélections en équipe du FLN entre 1958 et 1962 et 7 sélections en équipe d'Algérie de football entre 1963 et 1964.
Il est considéré à l’instar de son coéquipier et ami Rachid Mekhloufi comme l’un des meilleurs joueurs algériens ayant évolué dans le championnat français. Son action de quitter la France, pour rejoindre le FLN, fait de lui un héros de l’indépendance algérienne.

## Biographie

### Jeunesse et débuts footballistiques
Mustapha Zitouni voit le jour au sein d'une modeste famille algéroise, le 19 octobre 1928, à Bologhine (anciennement Saint-Eugène lors de la colonisation française), commune de la Wilaya d'Alger, située dans la proche banlieue Nord d'Alger. Sa mère est infirmière et éduque seule ses six enfants, à la suite de la mort de son époux. Entre elle et Mustapha Zitouni, le conflit est perpétuel, c'est pourquoi le jeune garçon multiplie les fugues dans les rues d'Alger avec sa bande d'amis, même si sa mère finit toujours par le retrouver.

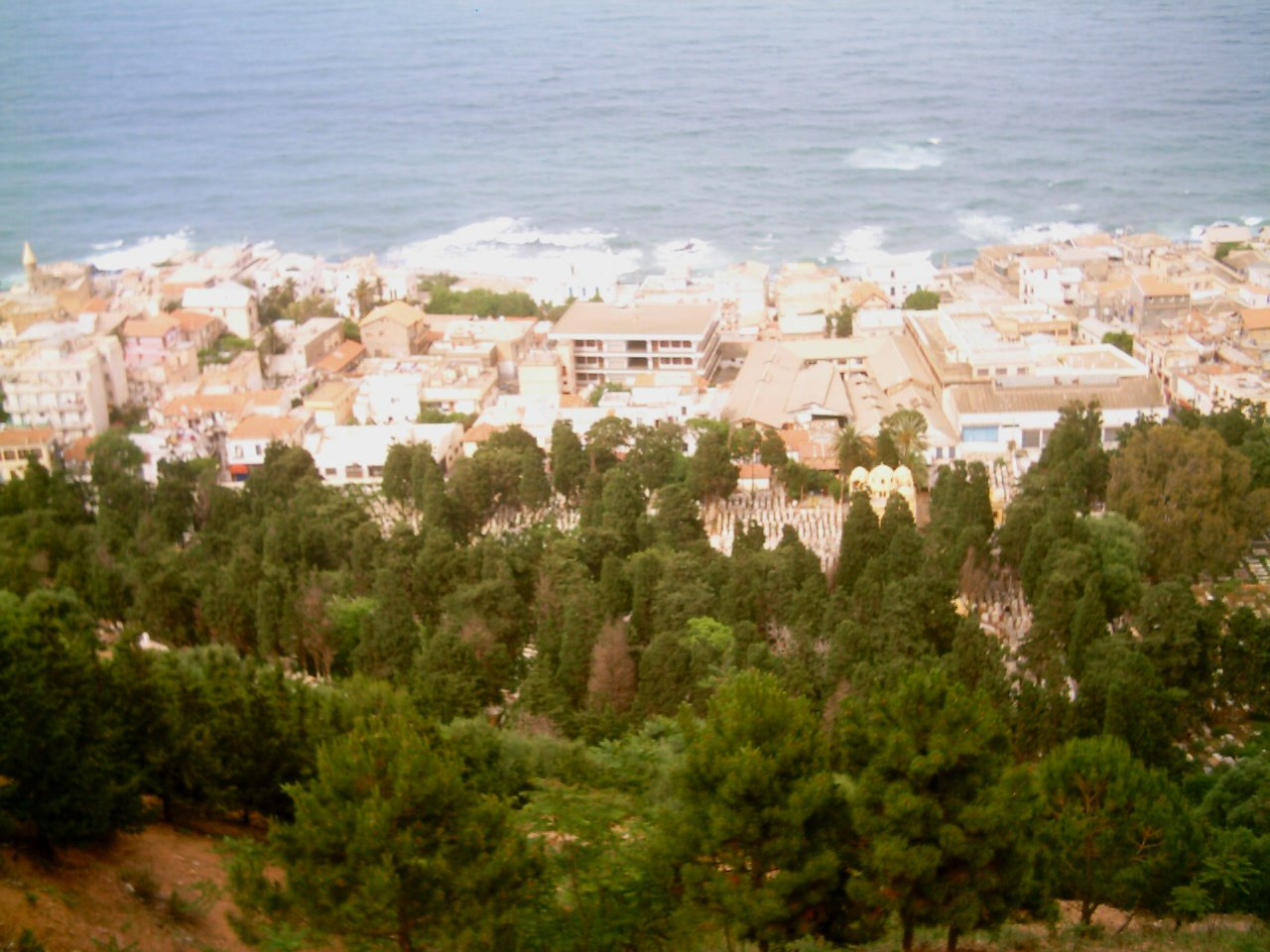
Bologhine.

A l'âge de 17 ans, il prend une licence à l'Olympique Musulman Saint-Eugénois (OMSE). Mais à cette époque, il n'a rien d'un futur phénomène. Il prend le foot comme un moyen d'évasion et d'occupation au quotidien. Mais pour fuir définitivement le milieu familial, il s'engage pour trois ans au sein du 23e Régiment du train français. Et c'est à travers l'armée, que ses talents de footballeur vont voir le jour. Au sein de la sélection militaire, il remporte lors de la saison 1950-1951, le doublé Coupe et Championnat militaire d'Algérie. Ainsi, ses responsables à l'armée, décident de l'envoyer à l'Institut National du Sport (INS) à Paris. À la fin de son service militaire, il réintègre l'OMSE, mais c'est un autre joueur et une autre personne. Il est devenu quelqu'un de responsable et respecté. Il est sélectionné dans l'équipe de France amateurs de football qui participe aux Jeux olympiques d'été de 1952 à Helsinki. Ils sont éliminés au tour préliminaire par la Pologne (défaite 2 à 1). C'est à partir de là qu'il tape à l'œil des recruteurs de l'Hexagone.

### Carrière de footballeur en France
En 1953, Il fait le choix de rejoindre l’AS Cannes à l'âge de 25 ans, ce qui est tardif pour rentrer dans le monde professionnel. Ainsi lors de la saison 1953-1954, il évolue à 34 reprises, pour quatre buts sous le maillot de Cannes en deuxième division.
Sa rigueur et puissance sur le terrain lui permettent d’attirer le voisin monégasque, qu'il rejoint l'année suivante, avec à la clé un contrat royal. Mieux armé et ayant un potentiel financier plus important que l’AS Cannes, l'AS Monaco arrive à attirer le défenseur. Il arrive dans la principauté avec son compatriote algérien, lui aussi formé au club de Saint-Eugène, le gardien de but Abderrahmane Boubekeur. Dès ses débuts à Monaco, Zitouni est décrit comme un des précurseurs de la défense moderne « en zone », possédant une lecture du jeu et un placement au-dessus de la moyenne. Des caractéristiques qui vont faire de lui l’un des meilleurs défenseurs centraux de son temps. Avec Raymond Kaelbel, il forme l'une des plus performantes charnières défensives de Première Division. Il reste quatre ans à Monaco, mais ses débuts sur le Rocher sont compliqués. Il faut attendre la 7e journée du championnat pour voir Monaco et Zitouni remporter leur premier match contre l'AS Saint-Etienne. Mais dès la journée suivante, Mustapha Zitouni marque l’un de ses treize buts en 136 apparitions sous les couleurs monégasques. Il marque son deuxième but, à la 90e minute dans le derby azuréen contre l'OGC Nice, de quoi gonfler sa popularité auprès des supporteurs monégasques.
Petit à petit, Zitouni devient incontournable, plus les matchs passent plus son talent ne fait aucun doute. Il termine sa première saison à l'AS Monaco à une insignifiante 14e place, mais l'arrivée la saison suivante d’un troisième joueur algérien au sein de l'effectif change la donne. En effet, l'attaquant Abdelaziz Ben Tifour, 28 ans et déjà double champion de France avec l'OGC Nice (1951-1952), vient apporter le plus pour bonifier l'AS Monaco. Les trois algériens réussissent une très belle saison et permettent à l'AS Monaco, de finir pour la première fois de son histoire sur le podium de Division 1 au terme de la saison 1955-1956, et enchaîner sur une cinquième place en 1556-1557.
Devant ses performances exemplaires, Zitouni est devenu incontestablement le patron de la défense monégasque. C'est pour cela, qu'à presque 30 ans, il est logiquement récompensé par une sélection en équipe de France, qu'il rejoint avec ses compatriotes Rachid Mekhloufi, Saïd Brahimi et Abdelaziz Ben Tifour. Ainsi, le 6 octobre 1957, il enfile pour la première fois le maillot bleu, lors de la défaite 2 à 0 de la France, à Budapest contre la Hongrie. Aux côtés de Just Fontaine, ou encore Raymond Kopa, l'avenir en équipe de France semble radieux pour Zitouni, alors que se profile la Coupe du monde de football de 1958, en Suède. L'entraîneur de l'équipe de France, Albert Batteux, souhaite faire de lui, l'une des pièces maîtresses de son équipe. Zitouni parvient même à reléguer sur le banc de touche, le capitaine et pilier de l'équipe de France, mais aussi joueur de la grande équipe du Stade de Reims, Robert Jonquet. Selon les experts il possède les mêmes qualités que le Rémois (une bonne assise défensive, un sens du placement et de l'anticipation, une excellente vision du jeu). Mais il a pour lui une meilleure technique individuelle, une relance plus précise et surtout une qualité exceptionnelle de contre-attaquant. Zitouni a tout pour être heureux, il touche notamment un salaire de 160 000 francs, en comparaison du salaire moyen qui est d'environ 6 000 francs à cette époque. De plus il a épousé sa femme Ghislaine, avec qui il a eu pour le moment deux filles.

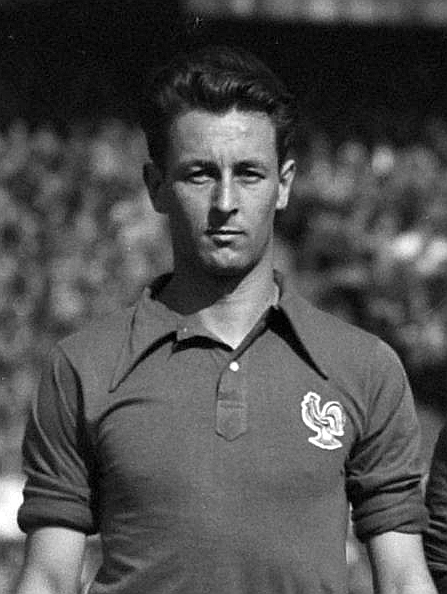
Robert Jonquet.

Trois autres convocations sous le maillot bleu viendront par la suite, contre respectivement la Belgique (0 à 0) le 27 octobre 1957, l'Angleterre (défaite 4 à 0) le 27 novembre 1957 et contre l'Espagne (2 à 2) le 13 mars 1958. C'est lors de ce match contre l'Espagne, au Parc des Princes, que le talent de Zitouni, éclate aux yeux du monde entier. En effet, lors de cette rencontre, il muselle alors le joueur du Réal Madrid, considéré comme le meilleur attaquant du monde, le grand Alfredo Di Stefano. En plus, durant ce match, il réussit à écarter, au dernier moment un ballon espagnol filant dans le but du gardien français François Remetter. Le quotidien L'Equipe saluera sa performance XXL au terme d'un match mémorable. À la suite de cela, il reçoit les félicitations d'Alfredo Di Stefano et la légende raconte que le président à l'époque du Real Madrid, Santiago Bernabeu, stupéfait qu’un joueur puisse étouffer son meilleur joueur, serait venu le voir à la sortie des vestiaires pour lui proposer de signer au Real Madrid. Une proposition de cinquante millions de francs (anciens). Proposition que Zitouni aurait refusé, préférant défendre la cause de l'Algérie combattante. Rachid Mekhloufi, coéquipier en équipe de France et ami de Zitouni, raconte pour l'anecdote, que Santiago Bernabeu pour tenter de le convaincre, lui répétait que venir au Real, c'était « jouer dans la meilleure équipe du monde », Zitouni répliqua « Ne vous en faites pas, je vais bientôt jouer dans la meilleure équipe au monde », en référence à l'équipe du FLN. Pour l'anecdote, en novembre 1958, alors que Zitouni, avec l'équipe du FLN est à l'aéroport de Rome pour se rendre au Maroc, ils rencontrent l'équipe du Real Madrid, en partance pour un match de Coupe d'Europe. A cette occasion, Di Stefano montre à nouveau son admiration envers Zitouni. Le meneur de jeu madrilène, après avoir salué Zitouni, interpelle son entraîneur Luis Carniglia, en lui disant qu'il faut prendre Zitouni avec eux. Zitouni est touché par ce nouvel hommage, ce qui réveillera en lui quelques regrets.

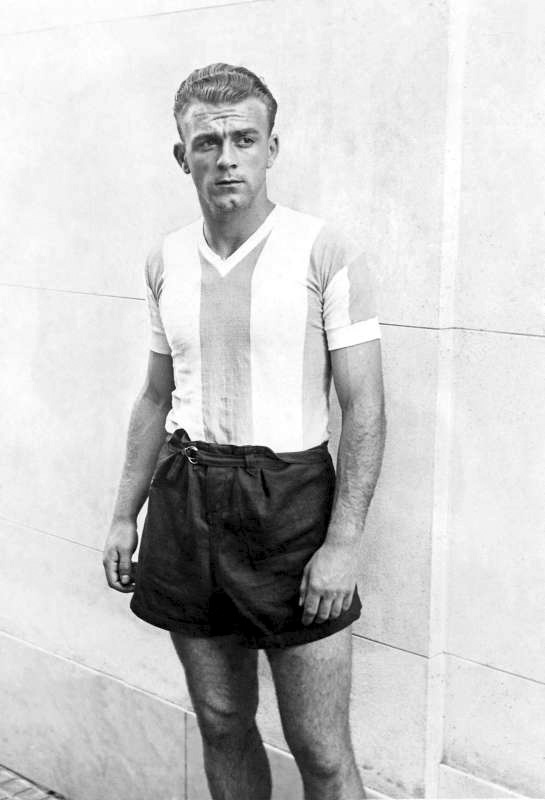
Alfredo Di Stefano.

Mais la belle histoire entre l'équipe de France, l'AS Monaco, la France et Mustapha Zitouni va se terminer aussi soudainement que brutalement en avril 1958. En effet, depuis quatre ans le conflit franco-algérien s'aggravant, la politique va prendre le dessus sur le sport et va décider du destin de la « colonie » algérienne de l'équipe de France et de l'AS Monaco.
Pour l'AS Monaco, en quatre saisons : Mustapha Zitouni, apparaît à 136 reprises, pour 2 buts (120 matchs de championnat, 12 en Coupe de France et 4 en Coupe Drago). Ainsi que 4 sélections en équipe de France.
En 2022, le magazine So Foot le classe dans le top 1000 des meilleurs joueurs du championnat de France, à la 97e place.

### Départ pour Tunis et l'équipe du FLN
Alors que la Coupe du Monde en Suède approche à grands pas, Zitouni et neuf de ses partenaires algériens évoluant dans le championnat de France décident de fuir clandestinement la France pour répondre à l'appel des dirigeants du FLN, et ainsi former ce « Onze de l'indépendance », qui se rassemble à Tunis. Parmi ces joueurs, trois d'entre eux étaient susceptibles de représenter la France en juin 1958 lors de la Coupe du Monde en Suède : Abdelaziz Ben Tifour (Milieu de l'AS Monaco), Rachid Mekhloufi (attaquant de Saint-Etienne) et Mustapha Zitouni. On peut citer aussi le coéquipier de Zitouni à Monaco, Abderrahmane Boubekeur et Kaddour Bekhloufi, l'Angevin Amar Rouaï, les Toulousains Saïd Bouchouk et Saïd Brahimi. Au total, 33 joueurs algériens évoluant en D1 ou D2 française décident de rejoindre le GPRA et cette équipe.
En attirant dans son sein des joueurs de renommée internationale, le FLN veut frapper l'opinion publique française et montrer que ce qui se passe sur le sol algérien est une véritable guerre d'indépendance.
Mohamed Boumezrag et Abdelaziz Ben Tifour, qui ont pour but de convaincre Zitouni, disent que sans son accord, le projet ne peut voir le jour, mais ils ont conscience de l'immense sacrifice que ceci entraîne pour Zitouni. Après un entraînement, Abdelaziz Ben Tifour invite son coéquipier Zitouni, à prendre un verre dans un bar de Monaco. C'est à ce moment que Zitouni fait la rencontre de Mohamed Boumezrag. Ce dernier lui fait part du projet du FLN. Cette information est reçue comme un choc pour Zitouni. Comme Abdelaziz Ben Tifour et Abderrahmane Boubekeur, Zitouni a fait partie de l'équipe d'Afrique du Nord qui a battu la France en 1954. Il aime son pays natal et mesure ce qu'il se passe en Algérie, mais laisser derrière lui une telle carrière, au moment où celle-ci atteint son apogée, est aussi quelque chose d'extrêmement compliqué. Après quelques minutes d'hésitations, il finit par prendre sa décision de rejoindre l'équipe. Mais il essaye de retarder le moment du rassemblement, en espérant pouvoir faire la Coupe du Monde en Suède avec la France. Abdelaziz Ben Tifour et Mohamed Boumezrag avaient prévu cette réponse. Mais Mohamed Boumezrag lui explique, que justement la date choisie pour le départ juste avant la Coupe du Monde a été choisie pour créer une bombe dans l'opinion médiatique française et dans le monde du football, afin d'ouvrir les yeux au monde entier, sur la guerre d'indépendance algérienne. Mohamed Boumezrag explique à Zitouni, que s'il donne son accord, tous les autres joueurs le suivront et que sans lui cette victoire n'est pas possible. Zitouni comprend que son destin personnel n'est rien, face à une cause de cette ampleur et décide de donner son accord aux deux hommes.
Et alors que Zitouni est de nouveau sélectionné en équipe de France pour le dernier match précédant la Coupe du monde, le 16 avril 1958 contre la Suisse, il décide dans la nuit du 13 avril 1958, juste après le match de Division 1 contre Angers sporting club de l'Ouest au stade du Ray à Nice (victoire 2 à 0 d'Angers), de quitter la France. Mustapha Zitouni en compagnie de son adversaire du soir mais futur coéquipier, Amar Rouai, traversent la frontière. Alors que les trois coéquipiers de Zitouni à Monaco (Abdelaziz Ben Tifour, Abderrahmane Boubekeur et Kaddour Bekhloufi) sont déjà partis pour rejoindre l'équipe du FLN à Tunis, lui n'est pas encore parti. En effet l'absence d'un tel élément, additionné à celle des trois autres joueurs, aurait donné l’alerte et aurait été susceptible de faire échouer le plan de fuite mis en place par le FLN. A la fin du match Amar Rouai et Zitouni obtiennent la permission d'aller boire un verre ensemble. Ils se rejoignent sur le quai de la gare. La femme de Zitouni est partie avec les trois autres monégasques la veille. Après avoir acheté des billets à la gare de Menton, pour Rome, ils s'installent dans le train, dans des compartiments différents, suivant à la lettre les consignes de prudence du plan de fuite conçu par Mohamed Boumezrag et Abdelaziz Ben Tifour. Le train franchit la frontière franco-italienne, les deux hommes accompagnés de la famille de Rouai ne craignent plus grand-chose.
Le journal Le Monde évoque ce départ de Mustapha Zitouni. Il met en avant à la fois le choc de cette fuite, la perte du patron de la défense française juste avant la Coupe du Monde, mais aussi l'immense publicité pour la cause de l'Indépendance algérienne à cause de cet événement. En effet par cette action, le but ouvertement souhaité par la direction du FLN était de créer l'émoi dans l'opinion publique française et de contribuer à médiatiser le conflit algérien. La fédération française de football critique fortement cette défection, ce qui n'est pas forcément le cas des stars françaises comme Just Fontaine ou Raymond Kopa, eux aussi d'origine « étrangère ». D'ailleurs, quelques jours après avoir gagné le match pour la troisième place lors de la Coupe du monde en Suède, contre l'Allemagne (victoire 6 à 3), Zitouni alors avec l'équipe du FLN, recevra une carte postale signée par tous ses anciens coéquipiers de l'équipe de France, qui n'ont pas oublié leur ancien partenaire.
Dans le train pour Rome, Mustapha est interpellé par le douanier. Mais ce dernier connaît bien Zitouni et a l'habitude que celui-ci se rende en Italie, pour faire son marché à San Remo ou à Vintimille, ou encore pour effectuer des cures de thalassothérapie à Venise ou à Rome. Le douanier se demande juste pourquoi sa femme n'est pas avec lui. Mais depuis qu'il a donné son accord au FLN, Zitouni a tout prévu, et a fait croire depuis un mois, qu'il allait divorcer. Quand début mars, il a informé le plan à son épouse, celle-ci a accusé le coup, mais l'a assurée de son soutien et a préparé leur départ. C'est même elle qui a suggéré à son mari, de faire croire à un divorce. Le but de ce mensonge étant d'effectuer, sans éveiller les soupçons, le déménagement de son appartement monégasque et le transfert de ses meubles vers Paris. Cette annonce avait provoqué l'étonnement de tous ceux qui fréquentaient la famille Zitouni, puisque ce couple respirait le bonheur.
Une fois à Rome, le 14 avril, Zitouni retrouve chaleureusement ses coéquipiers monégasques (Abdelaziz Ben Tifour, Kaddour Bekhloufi et Abderrahmane Boubekeur). Après un déjeuner, les footballeurs suivent un responsable du FLN, qui les guide vers l'ambassade de Tunisie, où ils sont reçus par le fils du président tunisien Habib Bourguiba et Taieb Boulahrouf, le représentant du FLN en Italie. Ils reçoivent leur billet pour la Tunisie, qu'ils vont rejoindre sans attendre le reste de l'équipe. Mais une fois à Tunis, personne n'est là pour les accueillir. Les autorités du FLN à Tunis ne sont au courant de rien, à l'image du commandant Kaci Hamai. Zitouni et ses coéquipiers se posent de nombreuses questions, ils imaginent même de rentrer en France. Ils décident d'attendre l'organisateur du projet, Mohamed Boumezrag. Mais il s'avère que le projet a tellement été tenu secret, que personne n'a été prévenu à temps. Une fois l'information passée dans les rues de Tunis, Zitouni et ses camarades, se retrouvent confronter à la réception de l'Hôtel Majestic (Tunis), à une horde de journalistes. Après la lecture d'un communiqué devant la presse, qui évoque la création officielle de cette équipe du FLN, les choses sont désormais claires et les joueurs soulagés. Par cette annonce officielle, Zitouni et ses coéquipiers sont reconnus comme des combattants de la cause algérienne. Ils ne sont plus seulement des footballeurs, mais également des héros. L'équipe n'est pas encore au complet, mais c'est le début d'une grande histoire.

### Carrière sous les couleurs du FLN: une aventure politico-sportive
Les trois architectes de cette équipe du FLN sont Mokhtar Arribi, Mohamed Boumezrag (ancien joueur et responsable de la fédération française en Algérie) à qui le FLN a donné pour mission de rassembler les meilleurs algériens évoluant en France et Abdelaziz Ben Tifour. Ils sont ou ont été footballeurs professionnels. Mohamed Boumezrag est chargé de coordonner la mission, alors que Abdelaziz Ben Tifour et Mokhtar Arribi se transforment en agents de recruteurs.
Une fois le projet officialisé devant la presse à Tunis, Zitouni et ses cinq partenaires présents pour le moment, reprennent l'entraînement le mercredi 16 avril sur la pelouse du Bardo, lieu habituel des matchs du Stade Tunisien.
A l'image de Zitouni, les joueurs du FLN commencent à répondre à la presse. Zitouni termine notamment une interview en disant : « Cette affaire, c'est un problème qui nous dépasse ». Ces stars du football, pourtant habituées aux médias, paraissent dépasser par cette soudaine et immense popularité. Ils n'ont jamais rencontré un tel engouement.
C'est à l'intérieur de sa chambre, au sein de l'hôtel Majestic que Zitouni écoute à la radio, le match France-Suisse (0 à 0), qu'il aurait dû jouer. C'est le 20 avril, que l'équipe se rassemble, avec l'arrivée des autres joueurs dont Rachid Mekhloufi à Tunis. La jonction tant attendue est enfin réalisée. Sous les « Vive l'Algérie » de la population, l'équipe, prend la direction de Carthage, où les attend Habib Bourguiba, alors président de la tout jeune République tunisienne.
Avec la formation de cette sélection nationale algérienne, qui fait office d'ambassadrice de la cause indépendantiste, le rôle de cette équipe outre le fait que la recette de ses matchs est versée au FLN, est de porter haut les couleurs de l'Algérie. Ainsi cette équipe doit gagner et séduire. On assure aux joueurs et aux familles, un logement meublé, avec une salle de bain, l'ensemble de leurs frais de maison sont payés. Les joueurs ont en plus deux costumes, des chaussures de sorties, survêtements et tous les équipements sportifs personnels. De plus ils auront un salaire de 50 000 anciens francs par mois, ce qui pour ces joueurs (hormis Zitouni qui touche 150 000 par mois et Rachid Mekhloufi) représente un revenu supérieur à ce qu'ils touchaient dans leur club en France. Ce montant est supérieur, à ce que gagne les responsables de haut rang du FLN, qui perçoivent 30 000 francs mensuels. Il est important de mettre Zitouni et ses partenaires dans les meilleures conditions matérielles et morales, pour qu'ils conservent leur niveau technique et leur condition physique nécessaire pour gagner les matchs à venir. Chaque jour, quatre heures d'entraînement au programme, sauf les dimanches, réservés aux matchs.
Dès le mois de mai 68, c'est sous les ordres de Mohamed Boumezrag, qui cumule au début les fonctions de directeur sportif et d'entraîneur, que l'équipe du FLN entame une tournée mondiale. Cette tournée a lieu uniquement dans les pays maghrébins, du bloc communiste ou dans le Moyen-Orient. Ce « Onze de l'indépendance » évolue entre 1958 et 1962, pour en 1963 laisser place à l'équipe d’Algérie de football. Par ces matchs amicaux, Zitouni et ses coéquipiers font connaître à travers le monde, la cause algérienne et sa guerre d'indépendance. Malgré la non reconnaissance de la FIFA et de la CAF, le « Onze de l'indépendance », continuent de jouer et remportent 57 matchs, avec des succès retentissants comme contre l'ex-Yougoslavie (6 à 1), devant 80 000 spectateurs à Belgrade, le 29 mars 1961.

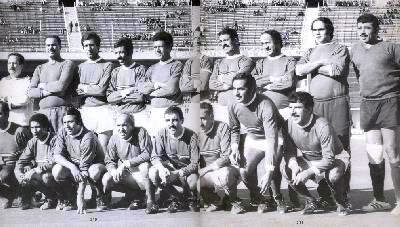
L'équipe du FLN à son jubilé.

Zitouni est un des leaders de ces « ambassadeurs en crampons » de la République algérienne. Mais à l'image du flou qui tourne autour du nombre de match qu'aurait effectué la sélection, il est difficile de dire combien de capes compte le défenseur. Michel Nait-Challal dans son livre, affirme que le « Onze de l'indépendance » aurait joué 83 matchs entre 1958 et 1961, ainsi on peut avancer l'hypothèse que Zitouni a joué une grande partie de ces rencontres.

### Fin de carrière
En 1962, date de l'indépendance algérienne, Mustapha Zitouni a 34 ans, à la différence de Rachid Mekhloufi qui retourne à Saint-Etienne, sa carrière en Europe est terminée. En effet, il avait atteint la limite d'âge l'empêchant de revenir jouer en professionnel en France. Il décide alors de rester en Algérie et de mettre son talent au service du football algérien. Il effectue sept matchs sous les couleurs de l'équipe d'Algérie (quatre fois contre l'Égypte, la Tunisie, la RFA et l'URSS), pour un but. Concernant sa carrière en club, il effectue un retour aux sources en rejoignant le RC Kouba en tant qu'entraîneur, joueur et capitaine, de 1962 à 1966. Avec le RC Kouba, il réussit notamment à atteindre la finale de la Coupe d'Algérie, qu'il perd 3 à 1 contre le club du Chabab Riadhi Belouizdad en 1966. Il effectue et termine sa carrière de joueur avec le RC Kouba, à l'âge de 39 ans, avec 102 matchs, pour 6 buts. Il met fin à sa carrière en entraînant d'autres formations algériennes comme le Sakhr Khemis Amal Farik, ou encore libyennes, mais aussi l'équipe de la gendarmerie nationale.
Sa carrière dans le football terminée, Zitouni retourne sur la Côte d'Azur. Il s'est reconverti, en travaillant pour la compagnie aérienne nationale algérienne à Nice (Air Algérie). Il cesse son activité en 1994, à l'âge de 66 ans. Il n'a pas été épargné par les aléas de l'existence. Il a connu la grande douleur de perdre deux de ses quatre filles. De plus, il contracte depuis 2000 la maladie d'Alzheimer. Mais ceci ne l'empêche pas de répondre présent à toutes les manifestations organisées par les membres de l'équipe du FLN.
Mustapha Zitouni meurt le 5 janvier 2014 à Nice, à l'âge de 85 ans. Ainsi, c'est sur la Côte d'Azur, où il avait commencé sa carrière sportive, qu'il a également vécu les dernières années de sa vie, qui ont fait de lui une légende du football algérien et héros de l'indépendance algérienne.

## Figure du football et de l'indépendance algérienne
En choisissant de rejoindre le FLN, il décide de sacrifier une carrière footballistique prometteuse, pour défendre les couleurs de l'Algérie indépendante. Une décision patriotique, qui fait de lui un héros de l'indépendance algérienne. Mustapha Zitouni qui avait tout pour être intégré à la société française et pour devenir une star du football mondiale, a préféré tout laisser tomber, en choisissant la cause algérienne. Mustapha Zitouni restera dans cette histoire celui qui a sans doute payé le plus lourd tribut à la cause indépendantiste. L'ouvrage de Rabah Saâdallah, « La glorieuse équipe du FLN », mais aussi celui de Michel Nait-Challal, « Dribbleurs de l'indépendance », rendent hommage à Zitouni et ses partenaires, à ces héros de l'ombre de l'indépendance algérienne.

Mustapha Zitouni Ballon d’Or honorifique

Mustapha Zitouni, a été récompensé symboliquement par le ballon d'or algérien des années 60, lors de la cérémonie du Ballon d'or algérien 2013. Il a été lauréat en même temps que ses coéquipiers Rachid Mekhloufi et Hacène Lalmas. Malheureusement, sa maladie l'avait empêché de venir chercher son prix. Cette récompense, montre à quel point Mustapha Zitouni a marqué de son talent, le football de son époque.

## Carrière de joueur
- 1950-1953 : OM Saint-Eugène ( France)
- 1953-1954 : AS Cannes ( France)
- 1954-1958 : AS Monaco ( France)
- 1958-1962 :  FLN
- 1962-1963 : VS Chartres ( France) (entraîneur-joueur)
- 1963-1964 : OMSE (entraîneur-joueur)
- 1964-1967 :  RC Kouba (entraîneur-joueur)
- 1967-1969 :  SCAF Khemis-Miliana (entraîneur-joueur)

## Palmarès
- International français en 1957 et en 1958 (4 sélections)
- International du FLN de 1958 à 1963 (près de 80 sélections)
- International algérien en 1963 et en 1964 (7 sélections dont un certain Algérie - RFA : 2-0 en 1964)
- Finaliste de la Coupe d'Algérie en 1966 avec le RC Kouba

#### Monographie
- Emmanuel Blanchard, Histoire de l’immigration algérienne en France, Paris, La Découverte, coll. « Repères », 2018
- Mickael Correia, Une histoire populaire du football, Paris, La Découverte, 2018
- Michel Nait-Challal, Dribbleurs de l'indépendance : L'incroyable histoire de l'équipe de football du FLN algérien, Paris, Prolongations, 2008

#### Chapitres et articles
- Philip Dine et Didier Rey, « Le Football en Guerre d’Algérie », Matériaux pour l’histoire de notre temps, no no 106,‎ 2012, p. 27-32 (lire en ligne).
- Paul Dietschy, « Histoire des premières migrations de joueurs africains en Europe, entre assimilation, affirmation et déracinement », Afrique contemporaine, no no 233,‎ 2010, p. 35-48 (lire en ligne)
- Vincent Jacquet, « D'instrument de propagande à miroir de la guerre d'Algérie: l'équipe de football du Front de Libération Nationale, 1954-1962 », Bulletin de l'Institut Pierre Renouvin, no no 47,‎ 2018, p. 121-131 (lire en ligne)
- Stanislas Frenkiel, « Les footballeurs du FLN : des patriotes entre deux rives », Migrations sociétés, no no 110,‎ 2007, p. 121-139 (lire en ligne)
- Didier Braun, « L’équipe de France de football, c’est l’histoire en raccourci d’un siècle d’immigration », Hommes et Migrations, no no 1226,‎ 2000, p. 50-56 (lire en ligne)
- Pierre Lanfranchi, « Mekloufi, un footballeur français dans la guerre d’Algérie », Actes de la recherche en Sciences Sociales, no no 103,‎ 1994, p. 70-74 (lire en ligne)

#### Sites internet
- Ressources relatives au sport :   - L'Équipe
  - Eu-football
  - FFF
  - FootballDatabase
  - Kicker
  - Mondefootball
  - National Football Teams
  - Olympedia
  - Transfermarkt
- Chérif Ghemmour, « L’adieu à Mustapha Zitouni », sur So Foot.com, 7 janvier 2014
- AS Monaco, « Mustapha Zitouni, sacrifice et indépendance », sur Site officiel de l’AS Monaco, 19 octobre 2018
- Gilles Roff, « Mort de Mustapha Zitouni, légende du football algérien », sur Le Monde, 6 janvier 2014
- Chems-eddine Chitour, « Le magicien du foot, Mustapha Zitouni, nous a quittés: L'Algérie des "valeurs" en deuil », sur Overblog, 10 janvier 2014
- Ahmed Rouaba, « L'incroyable histoire des "dribbleurs de l'indépendance" de l'Algérie », sur bbc.com, 8 mai 2018.
- Jacques Tourtaux, « L'Algérie pleure un glorieux révolutionnaire, l’ancien footballeur de la glorieuse équipe du FLN, Mustapha Zitouni qui porta bien haut l’étendard de l’Algérie combattante », sur Overblog, 6 janvier 2014
- Rédaction Europe1.fr, « Foot : Zitouni, mort d'une légende algérienne », sur Europe 1, 7 janvier 2014
- Yassine Benarbia, « 1958-2018 : il y a 60 ans, Zitouni et Mekhloufi refusaient la Coupe du Monde ! », sur La Gazette du Fennec, 13 juin 2018